# Liberal Animation
Liberal Animation es el primer disco de estudio de NOFX distribuido por una discográfica. Poco antes NOFX había sacado 250 copias de un disco llamado The Album. El trabajo fue distribuido por Wassail Records en 1988 y en 1991 Epitaph Records lo relanzó, pero esta vez, en formato CD.
El álbum fue grabado entre el 9 y el 11 de enero de 1988 en West Beach Recorders, Hollywood, California, y la calidad de sonido del disco es discreta.

## Listado de canciones
1. Shut Up Already - 2:44
2. Freedumb - 0:45
3. Here Comes The Neighborhood - 2:55
4. A200 Club - 1:55
5. Sloppy English - 1:20
6. You Put Your Chocolate In My Peanut Butter! - 2:31
7. Mr. Jones - 3:18
8. Vegetarian Mumbo Jumbo - 3:32
9. Beer Bong - 2:30
10. Piece - 1:35
11. I Live In A Cake - 1:09
12. No Problems - 1:20
13. On The Rag - 1:42
14. Truck Stop Blues - 3:03

- Datos: Q962274